# Jindřich Protiva
Jindřich Protiva (14. července 1902 Plzeň – 1988) byl český meziválečný fotbalista, obránce.

## Fotbalová kariéra
Hrál za SK Slavia Praha a FC Viktoria Plzeň. Se Slavií získal v roce 1925 mistrovský titul. V roce 1933 sehrál za Plzeň jubilejní 600. utkání, počítaje v to i přátelská utkání. Kariéru ukončil v roce 1935 kvůli zranění.

## Ligová bilance
| Ročník                    | Zápasy | Góly | Klub              |
| ------------------------- | ------ | ---- | ----------------- |
| Asociační liga 1925       | 7      | 0    | SK Slavia Praha   |
| 1. asociační liga 1931/32 |        |      | FC Viktoria Plzeň |
| 1. asociační liga 1932/33 |        |      | FC Viktoria Plzeň |
| 1. asociační liga 1933/34 | -      | 0    | FC Viktoria Plzeň |
| CELKEM                    |        |      |                   |